# Brood

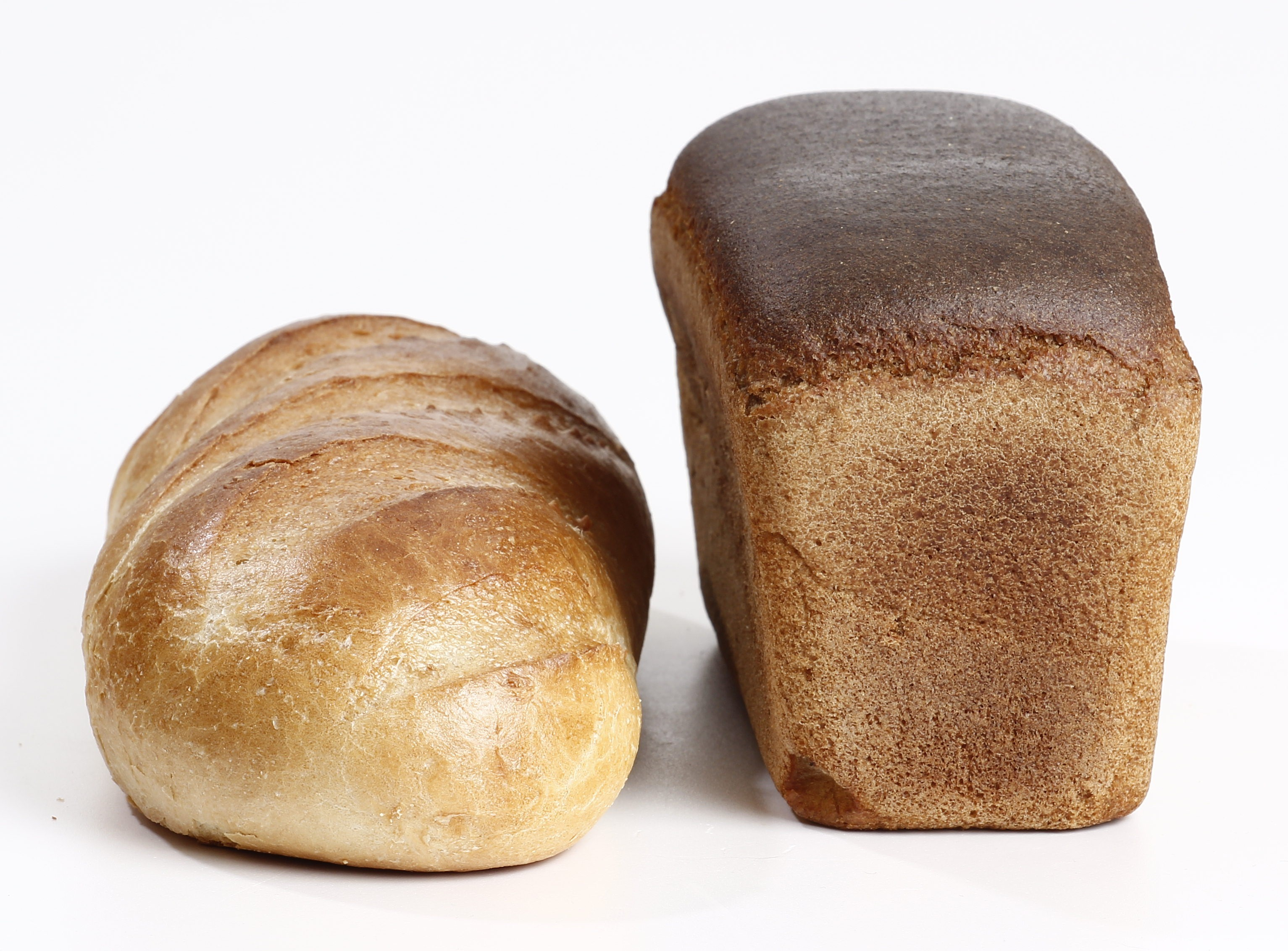
Russische broden

Brood is een basisvoedingsmiddel gemaakt door een deeg op basis van meel te bakken, te koken of te stomen. Sinds prehistorische tijden, en vooral na het ontstaan van de landbouw, is brood een van de belangrijkste voedingsmiddelen in grote delen van de wereld. Er bestaat een grote verscheidenheid aan soorten brood.

## Geschiedenis

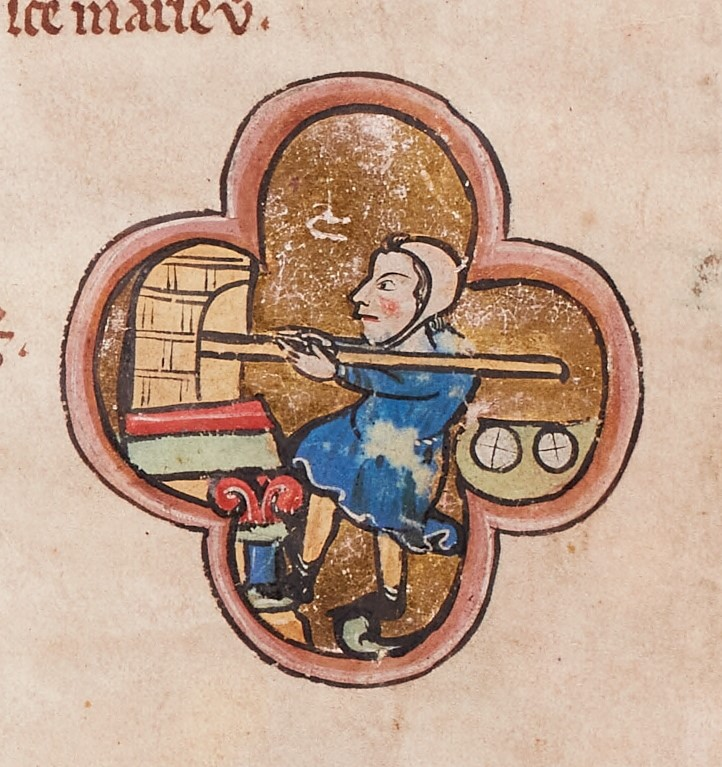
Bakker bakt brood in een oven, miniatuur in een 13e-eeuwse psalter, Openbare Bibliotheek Brugge

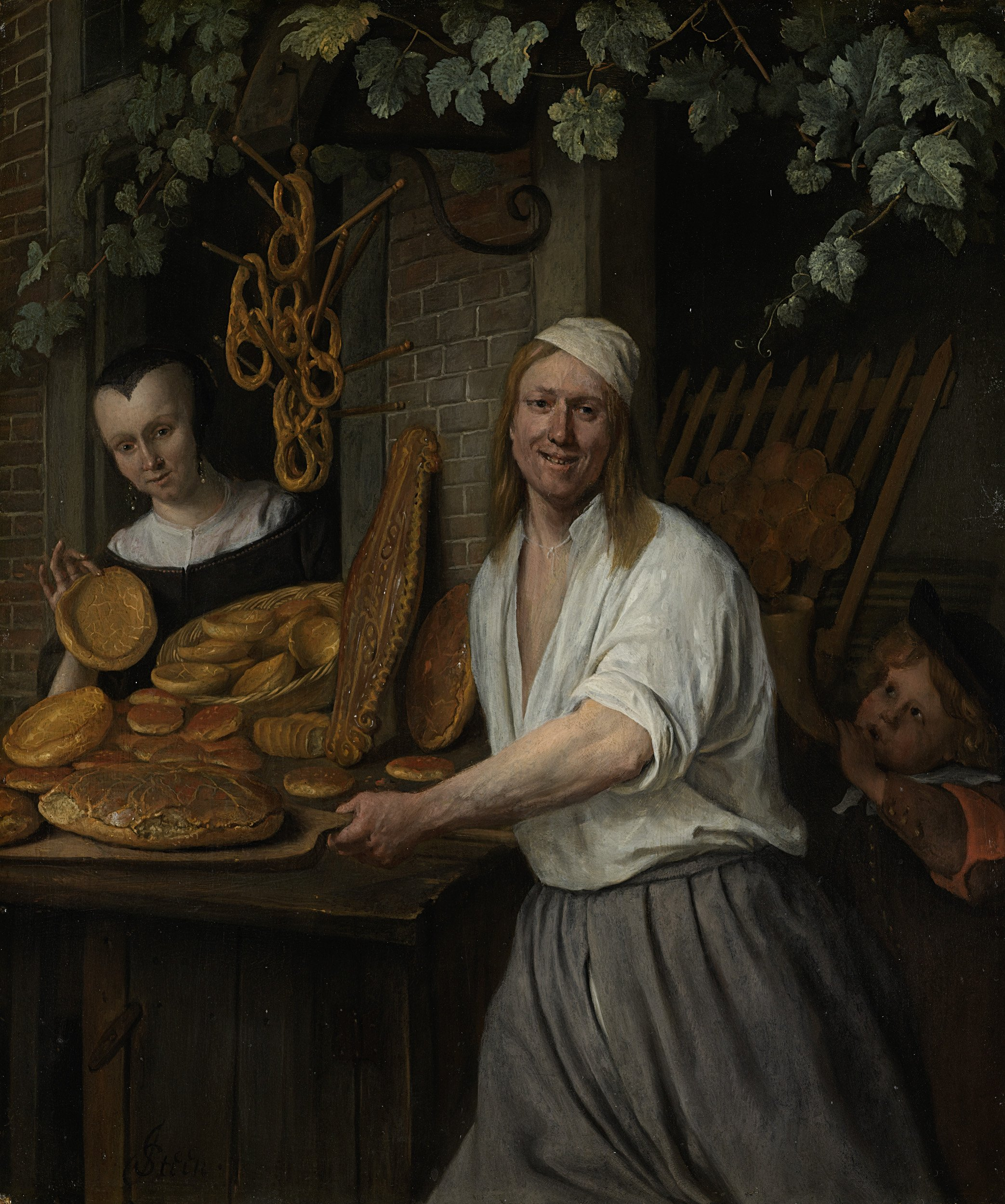
Bakker Arent Oostwaard en zijn vrouw Catharina Keizerswaard met allerlei verschillende soorten vers gebakken brood (broodjes, krakelingen, kadetten, duivekater) voor de bakkerij, 1658, Jan Steen, Rijksmuseum Amsterdam

De geschiedenis van het brood gaat terug tot ongeveer 30.000 jaar geleden. Brood zou zijn ontstaan toen voor het eerst graankorrels werden gekneusd met een steen en gemengd met water, zodat er een soort pap ontstond. Deze pap werd gekookt, ingedikt en daarna in de zon gelegd of gebakken op stenen uit het vuur. Op veel plaatsen in de wereld wordt nog brood gemaakt dat hierop lijkt. Voorbeelden zijn de Mexicaanse tortilla, Indiase roti's en naan en pita uit het Midden-Oosten. Egypte wordt meestal aangeduid als de oorsprong van gerezen brood. De eerste broden werden gemaakt door spontane fermentatie, net zoals bij het eerste bier. Het bewust gebruiken van zogenaamde 'starters', gist, zuurdesem of bier, kwam later.
Archeologisch is aangetoond dat brood ouder is dan de landbouw. In het Noord-Jordaanse dorp Shubayqa 1 van de Natufiërs zijn vijftien broodkruimels aangetroffen van ongeveer een halve centimeter groot, met een koolstofdatering van 14.400–14.200 cal BP. Ze bevonden zich in een vuurput centraal in de basalten vloer van een halfondergronds huis. De structuur was die van gebakken, ongerezen brood.
Pas toen de kwaliteit van het graan het toeliet kon op grotere schaal in Europa brood worden gebakken. In de 12e eeuw werd brood de basis van het volksvoedsel. Naast het luxe brood, het wittebrood of herenbrood van wit tarwebloem, waren er broodsoorten waarin rogge verwerkt was. Arme mensen aten doorgaans brood of koek dat helemaal geen tarwe bevatte, maar rogge, haver, gierst of boekweit.
Tot in de 19e eeuw werd brood gemaakt met bierresten (waar gist in zat) of een 'starter' van meel en water. Zo'n meel-water mengsel liet men enige dagen rusten, zodat 'wilde' gisten zich konden nestelen in het mengsel. Deze starters werden goed verzorgd; de kwaliteit van de starter was van belang voor de smaak van het brood. Met deze manier van brood bakken wordt een deel van de starter of bierrest bij het deeg gevoegd, net zoals gist gebruikt wordt.
In de middeleeuwen kwamen er bakkers in de Europese steden en in 1856 ontstond de eerste fabrieksbakkerij in Amsterdam. Deze broodfabriek kwam er op initiatief van Samuel Sarphati, een arts, hygiënist en sociaal bewogen persoon, in samenwerking met de Vereeniging voor Volksvlijt. Dit kon na de afschaffing in 1855 van de Wet op het gemaal, die de komst van grootschalige productie tegenhield. Met het ontstaan van broodfabrieken ging de prijs van brood aanzienlijk omlaag. Nadat ook in andere steden fabrieksbakkerijen waren opgezet, at mede hierdoor de Nederlander aan het einde van de 19e eeuw driemaal meer tarwebrood dan in het midden van die eeuw. In 1967 werd het door de invoering van de wet Wederverkoop van brood 1966 ook voor supermarkten economisch interessant om brood op te nemen in het assortiment.
In Nederland geeft de consument tegenwoordig in totaal ongeveer 2 miljard euro uit aan brood. De jaarlijkse broodconsumptie is gemiddeld ongeveer 49 kilogram per persoon.

## Culturele en politieke betekenis

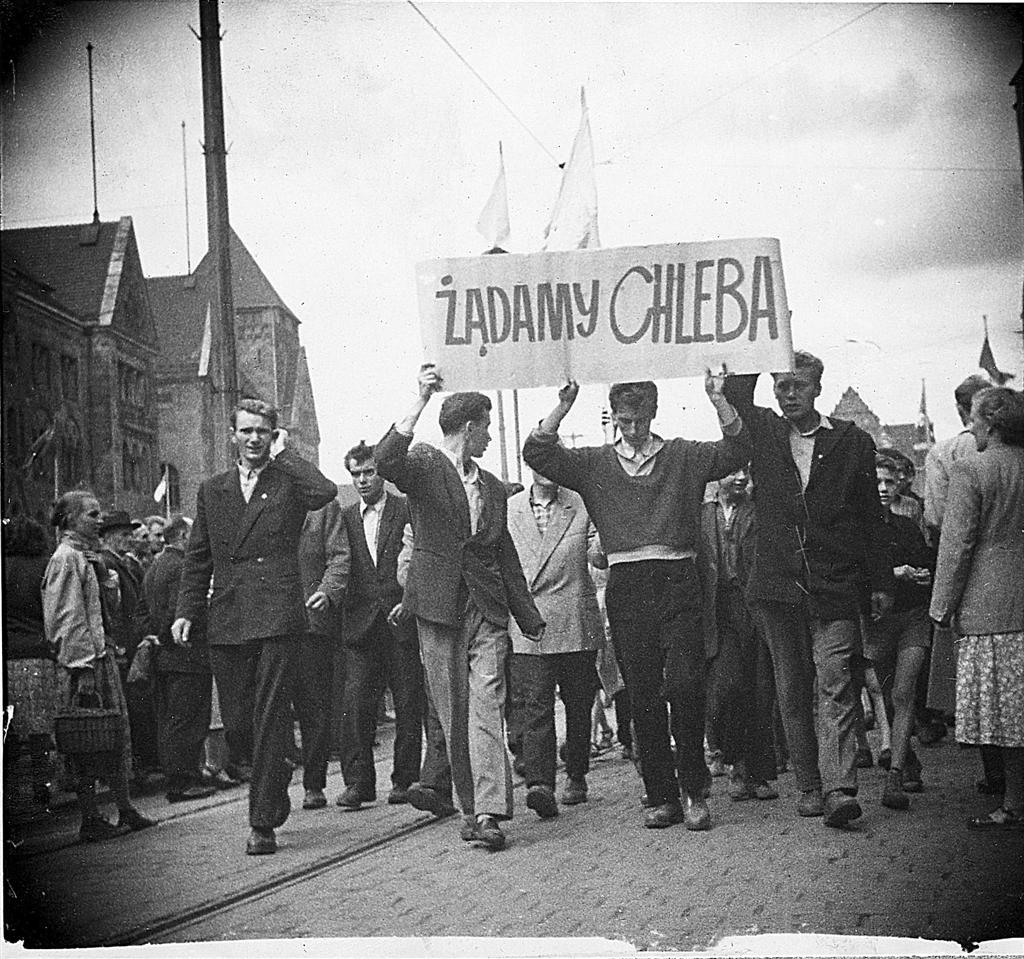
Protestmars voor brood, Polen 1956

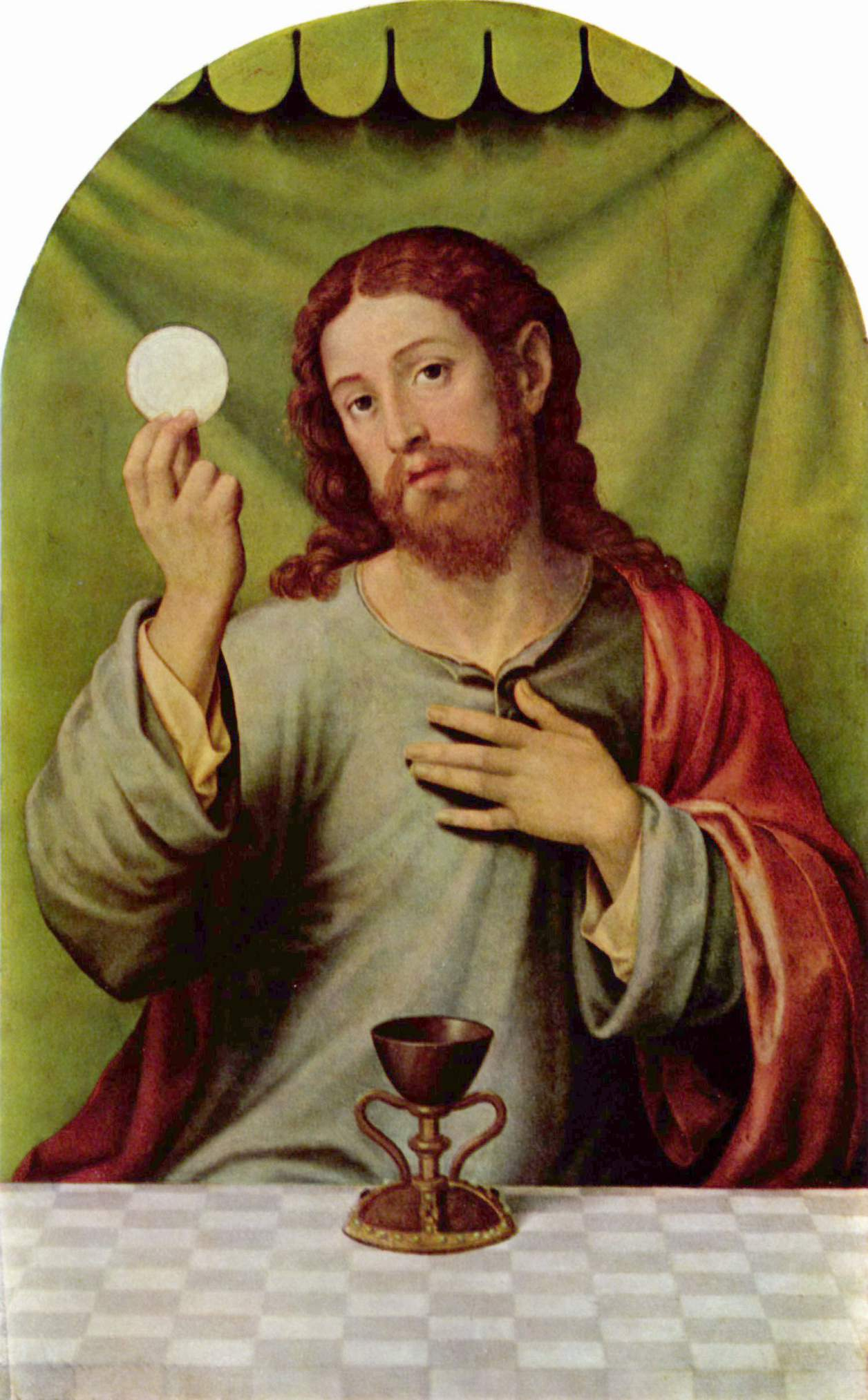
Christus in Eucharistie, 16e-eeuws schilderij

Het belang van brood gaat veel verder dan de voedingswaarde ervan. In veel culturen is brood een beeldspraak voor levensomstandigheden in het algemeen. Een broodwinner is degene die voor de inkomsten van het gezin zorgt.

### Cultuur
De Romeinse dichter Juvenalis spotte met de in zijn ogen oppervlakkige heersers en burgers die alleen oog hadden voor "panem et circenses" (brood en spelen). De Bolsjewieken beloofden de Russen in 1917 "vrede, land en brood". In India worden de basisbehoeften aangeduid als "roti, kapra aur makan" (brood, kleren en huis).
In veel Slavische landen bestaat de gewoonte brood en zout aan gasten te geven of, zoals in Polen, als geschenk aan een bruidspaar.

### Politiek
Het belang van brood kwam vaak aan het licht tijdens maatschappelijke onrust. In de 19e eeuw speelde brood een grote rol in de Engelse debatten over de vraag of vrije handel dan wel protectionisme de voorkeur verdiende. Er zijn talloze opstanden geweest die als Broodoproer te boek staan, zoals in 1492 in Alkmaar, omstreeks 1845 in verschillende Nederlandse plaatsen, in 1977 in Caïro, waarbij 70 doden vielen, en in andere jaren en landen in Afrika en het Midden-Oosten. Telkens was er sprake van hongersnood en/of zeer hoge voedselprijzen.
Brood is verder gebruikt als statussymbool: lange tijd was witbrood het brood voor de rijken.

### Godsdienst
Binnen verschillende religies speelt brood een belangrijke en meestal symbolische rol. Aangezien de voor brood gebruikte graansoorten uit het Midden-Oosten afkomstig zijn, is het niet verwonderlijk dat dit vooral voor de daar ontstane monotheïstische godsdiensten geldt.

#### Jodendom
Joden hebben verschillende typen brood die verbonden zijn met hun religieuze eisen aan voedsel. Tijdens pesach eten ze ongerezen matses in plaats van gerezen brood.

#### Christendom
In het Nieuwe Testament heeft het brood meerdere symbolische betekenissen:
- gebroken brood als symbool voor het lichaam van Jezus Christus, vooral in samenhang met de eucharistie of avondmaalsviering[5]
- als symbool voor leven, speciaal met betrekking tot het nieuwe leven dat Jezus Christus geeft[6]
- brooddeeg met zuurdesem als beeld voor groei, zowel in positieve zin (Koninkrijk der hemelen) als ook in negatieve zin (m.b.t. tot de leer van de Farizeeën)[7][8][9]

#### Islam
In de koran komt slechts een maal het woord brood voor in verband met de droom van Jozef, zonder diepere betekenis.

## Ingrediënten

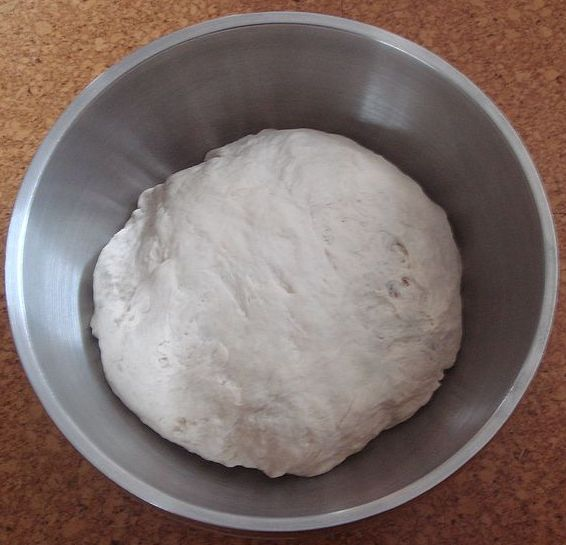
Brooddeeg

De bestanddelen bestaan ten minste uit meel en water waaraan meestal een rijsmiddel – gist, bakpoeder/baksoda of zuurdesem – en vaak zout (zie onder) is toegevoegd. Daarnaast worden voor speciale soorten brood nog andere toevoegingen gedaan, zoals vet, melk, ei, suiker, vruchten, noten, zaden of specerijen.
Groot gistbrood bevat naast meel, water en gist meestal bakkerszout, soms boter of margarine, ei, suiker en andere ingrediënten, de broodverbeteraars. Melkbrood bevat melk in plaats van water.

## Bereiding
De ingrediënten worden ongeveer 5 minuten gemengd en vervolgens gekneed tot deeg. Dit deeg moet korte tijd rusten en bijna een uur rijzen (de voorrijs). Nadat het brooddeeg in een blik of op een plaat is gevormd, volgt de narijs van ruim een uur. Het brood wordt in een oven gebakken op een temperatuur van 200 tot 230 °C, 35 minuten voor bruin en wittebrood, 45 minuten voor volkorenbrood. Als men de korst wil laten glanzen wordt het deeg met water bevochtigd.
Bij klein brood (broodjes) wordt een vergelijkbaar proces gevolgd. Soms is het gistpercentage hoger; bij groot brood 2,0-2,6 procent, bij kleinbrood 6-10 procent. Bij de bereiding van klein brood volgt na het mengen, kneden, afwegen en het vormen van de broodjes, een periode van rusten die 10-15 minuten duurt. De broodjes worden voordat ze op de bakplaat worden gelegd, vaak voor de kleur ingesmeerd met ei. De narijstijd en de baktemperatuur zijn gelijk aan die voor groot brood, de baktijd is 7-9 minuten.
Het belang van de rijstijden bij zowel de voor- als de narijs kan moeilijk worden overschat. Tijdens kneden en rijzen geeft het gluten stevigheid aan het deeg. Is de rijstijd te kort, dan breekt het gluten. Daardoor vermindert de samenhang van het deeg, hetgeen grote invloed heeft op de kwaliteit van het brood. Bij het gebruik van zuurdesem in plaats van gist zijn langere rijstijden nodig, vaak wel 6-8 uur voor de tweede rijs.
Een broodmachine is in staat om de hierboven beschreven stappen automatisch uit te voeren.
Zogeheten artisanaal brood betreft broden die worden verkregen zonder kneden in de bereiding.

## Soorten brood

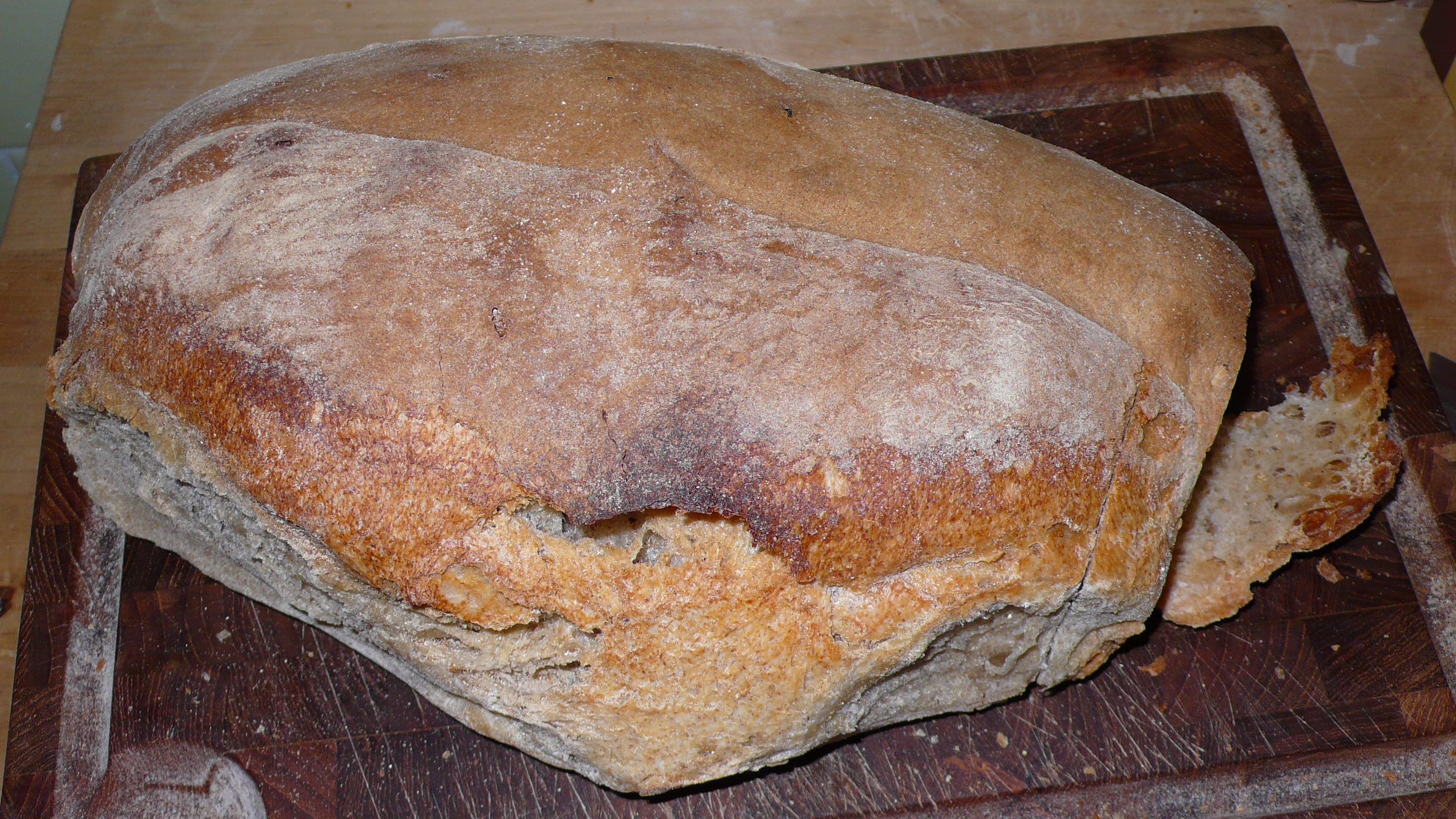
Pane di lariano, Italiaans brood bereid zonder gist

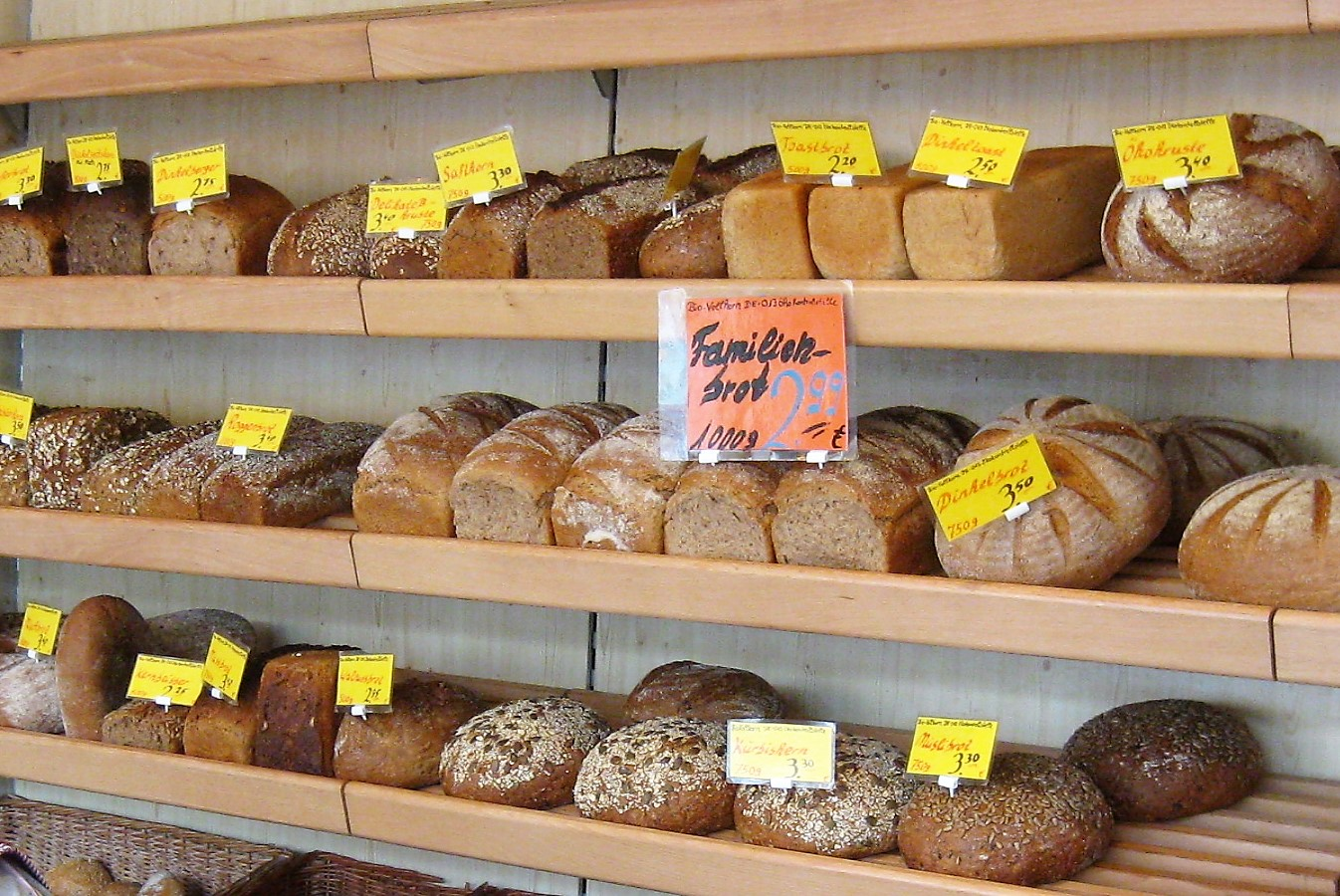
Verschillende soorten gerezen brood in een Duitse bakkerij

Er zijn vele manieren om brood in te delen. Belangrijk zijn de bestanddelen, bakwijze en vorm.

### Bestanddelen
Brood bevat (vrijwel) altijd:
- Graan/meel. Brood wordt ingedeeld naar de soort graan en meel waarvan het is gemaakt. In de Benelux wordt tarwebrood het meest gegeten, maar roggebrood, maisbrood en speltbrood zijn ook bekend. Brood met minstens twee graansoorten heet meergranenbrood. 
Van tarwe zijn verschillende soorten meel te maken en op basis daarvan is tarwebrood te verdelen in wittebrood, bruinbrood en volkorenbrood. Wittebrood is gemaakt van bloem (fijngezeefd meel), volkorenbrood van volkorenmeel, bruinbrood vaak van 1 deel fijngezeefd meel en 2 delen volkorenmeel. Volkorenbrood is gezonder dan witbrood, doordat het meer zemelen bevat.
- Rijsmiddel. Een ander rijsmiddel dan gist kan een heel andersoortig brood opleveren, zoals bij zuurdesembrood of sodabrood. Sommige broodsoorten bevatten geen rijsmiddel, zoals matses, Fries roggebrood, chapati en Pane di Lariano uit Lariano.
- Vocht. Er kan gevarieerd worden met de hoeveelheid water in het beslag. Soms wordt melk toegevoegd, zoals bij melkwit. Extreem droge broden, zoals knäckebröd of ook panettone, zijn lang houdbaar, mits ongeopend.

Brood bevat soms:
- Ei, suiker en boter. Door veel boter (of ander vet), ei en suiker toe te voegen ontstaan cake (gebak)- of taart-achtige broodsoorten.
- Noten, zaden, vruchten, kruiden. Er bestaan allerlei soorten brood waarin of waarop noten, zaden, vruchten of kruiden zijn verwerkt. Zeer bekend is het toevoegen van rozijnen of krenten aan het deeg (rozijnenbrood respectievelijk krentenbrood). Ook pitten of hele graankorrels worden soms in het deeg verwerkt. Ook zaden op de korst van het brood zijn populair, zoals maanzaad of sesam.

Er is op veel plaatsen ook glutenvrij brood verkrijgbaar, speciaal gemaakt voor mensen die allergisch zijn voor gluten. Dit is gemaakt van glutenvrije granen of graanachtigen zoals gierst en sorghum, maar vaak ook van granen die bij glutengevoelige mensen geen gezondheidsproblemen geven zoals rijst of maïs of andere producten zoals boekweit of quinoa.

### Bakwijze
Het meeste brood wordt in een oven gebakken, maar sommige soorten worden gekookt zoals de broeder of poffert, dan wel gestoomd, zoals bapao.
Een afwijkende bakwijze is het stroombakken, waarbij elektrische stroom direct door het brooddeeg geleid wordt. Hierbij zijn baktijden van enige minuten mogelijk. Stroombakken wordt vooral in Japan toegepast voor de productie van panko.

### Vorm
Er bestaan talloze vormvarianten. Bakkers onderscheiden groot brood met een gewicht van meer dan 100 gram van klein brood dat minder dan 100 gram weegt, zoals het kadetje of bolletje. Naast busbrood dat in een bakblik wordt gebakken, is er plaatbrood dat op geperforeerde platen in de oven ligt en vloerbrood dat op de bodem van de oven gebakken wordt. Bekende vormvarianten in Nederland zijn knipbrood en casinobrood. Grote broden worden doorgaans voorgesneden verkocht, sinds de Amerikaan Otto Frederick Rohwedder in 1928 een broodsnijmachine uitvond.
Krokantbrood wordt door bakkers als aparte categorie gezien met als voorbeelden bagel, stokbrood en ciabatta. In enkele Nederlandse regio's noemt men sommige soorten brood stoet of stoete.
In de laatste eeuw zijn steeds nieuwe soorten brood van buiten West-Europa aan het assortiment in de Benelux toegevoegd zoals knäckebröd, Turks brood, pitabroodje, bapao, naan en roti.
| - Arepa - Allinson - Bagel - Baguette - Balep korkun - Bananenbrood - Bapao - Beschuit - Brioche - Broeder - Buikman - Builbrood - Casinobrood - Challe - Ciabatta - Croissant - Duivekater - Focaccia - Grittibänz - Hardbrood | - Hefezopf - Italiaanse bol - Jouster pof - Kadetje - Kaiserbroodje - Kardemombrood - Kerststol - Kersttimp - Krakeling - Knäckebröd - Kropbrood - Krokantbrood - Krentenbol - Krentenbrood - Kruidbroodje - Maanzaadbrood - Maisbrood - Matse - Meergranenbrood - Moutbrood | - Mueslibol - Muffin - Naanbrood - Oberländer - Obwarzanek - Paasbrood - Panettone - Pistolet - Pitabroodje - Pizza - Puntbrood (Nederland) - Puntbroodje (Suriname) - Poffert - Pretzel - Regeringsbrood - Roggebrood - Roti - Rotterdams waterbroodje - Rozijnenbrood - Saucijzenbroodje | - Scone - Sesambrood - Shoutaobao - Speltbrood - Stokbrood - Suikerbrood - Tarvo - Tarwebrood - Tijgerbrood - Tortilla - Turks brood - Vlechtbrood - Volkorenbrood - Vruchtenbrood - Waldkorn - Wittebrood - Zjengal-broodje - Zonnebloempittenbrood - Zuidlaarderbol - Zuurdesembrood |

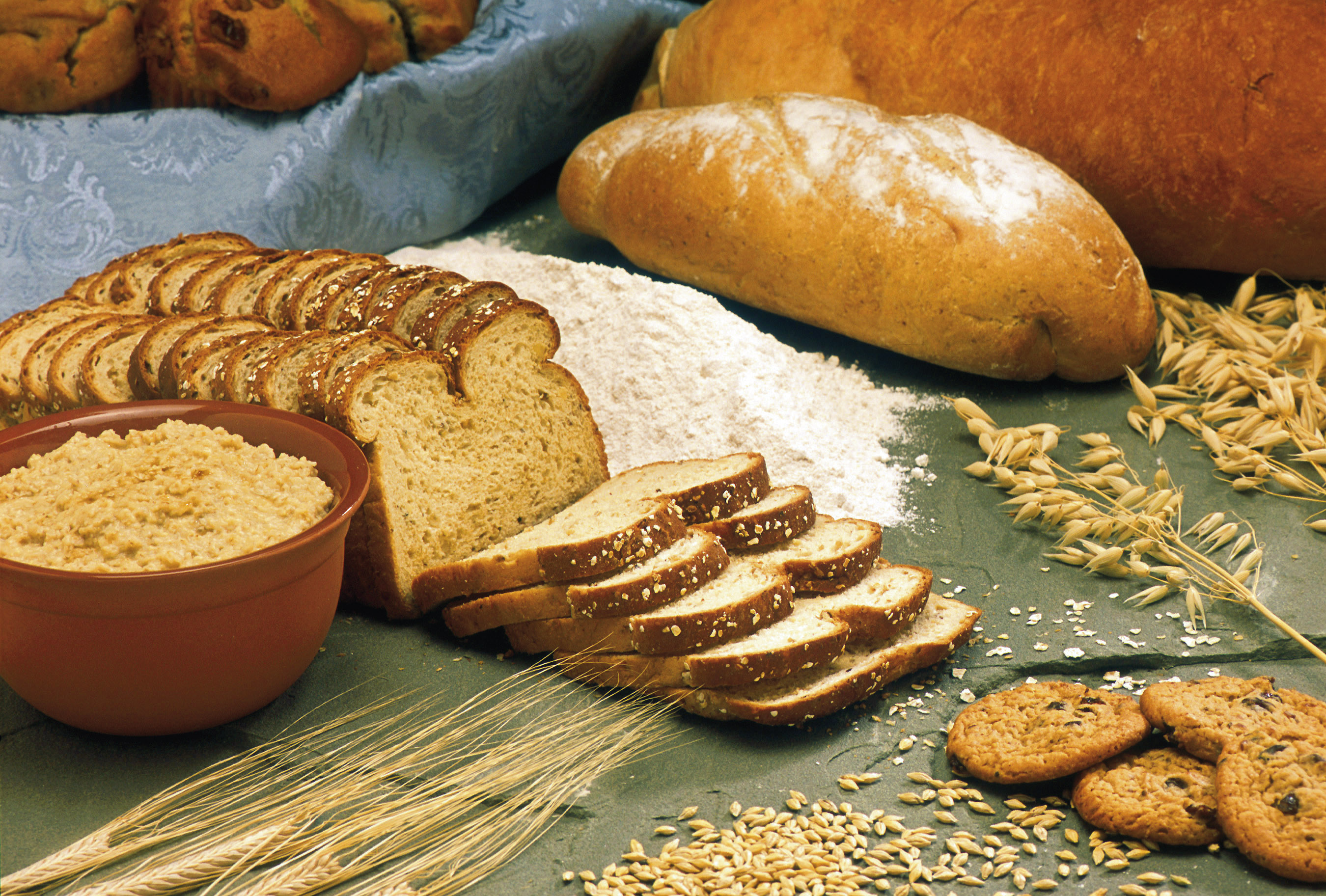
Tarwebrood
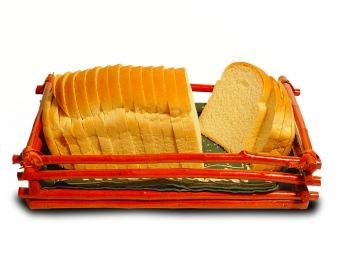
Gesneden witbrood
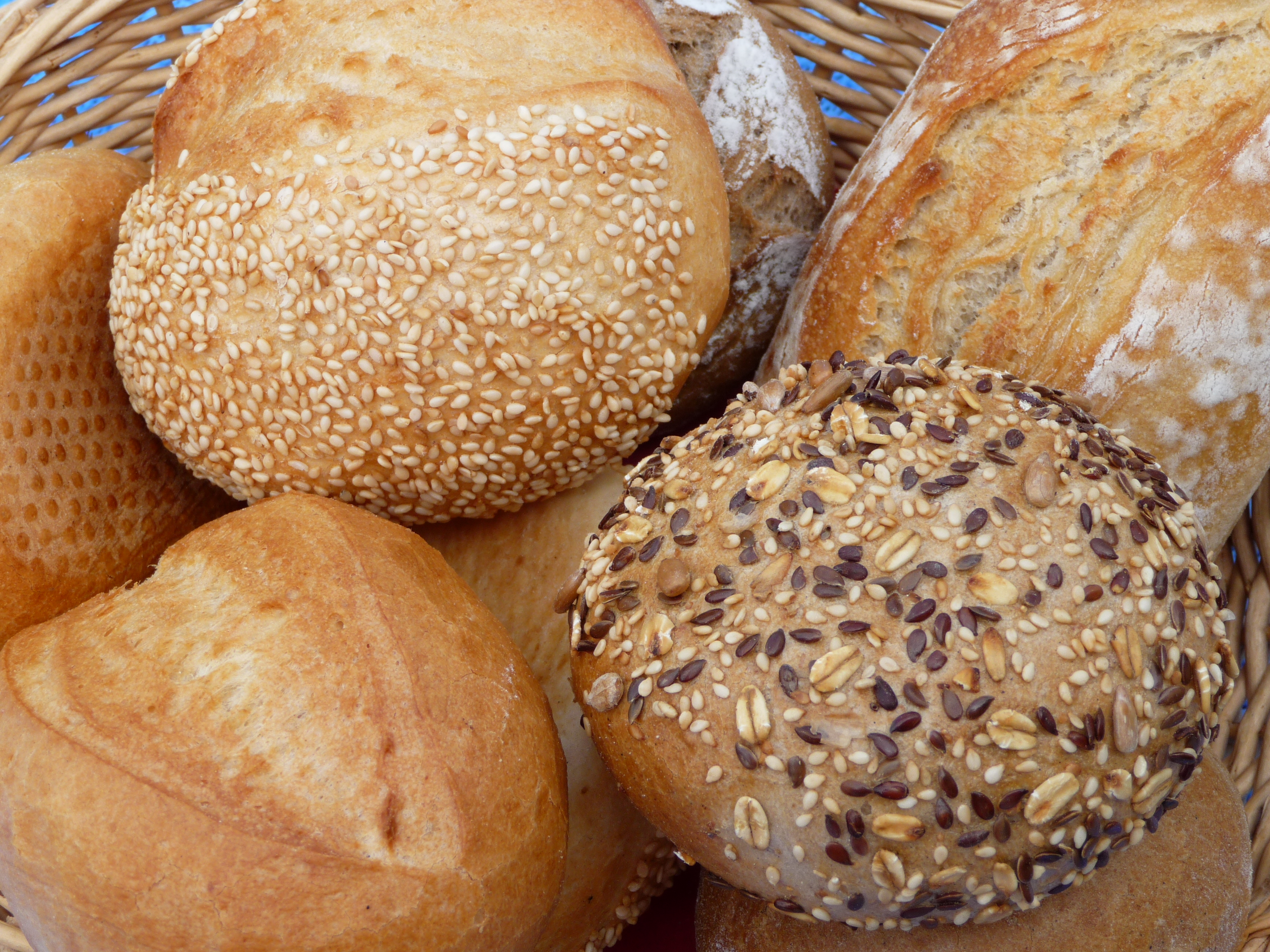
Bolletjes
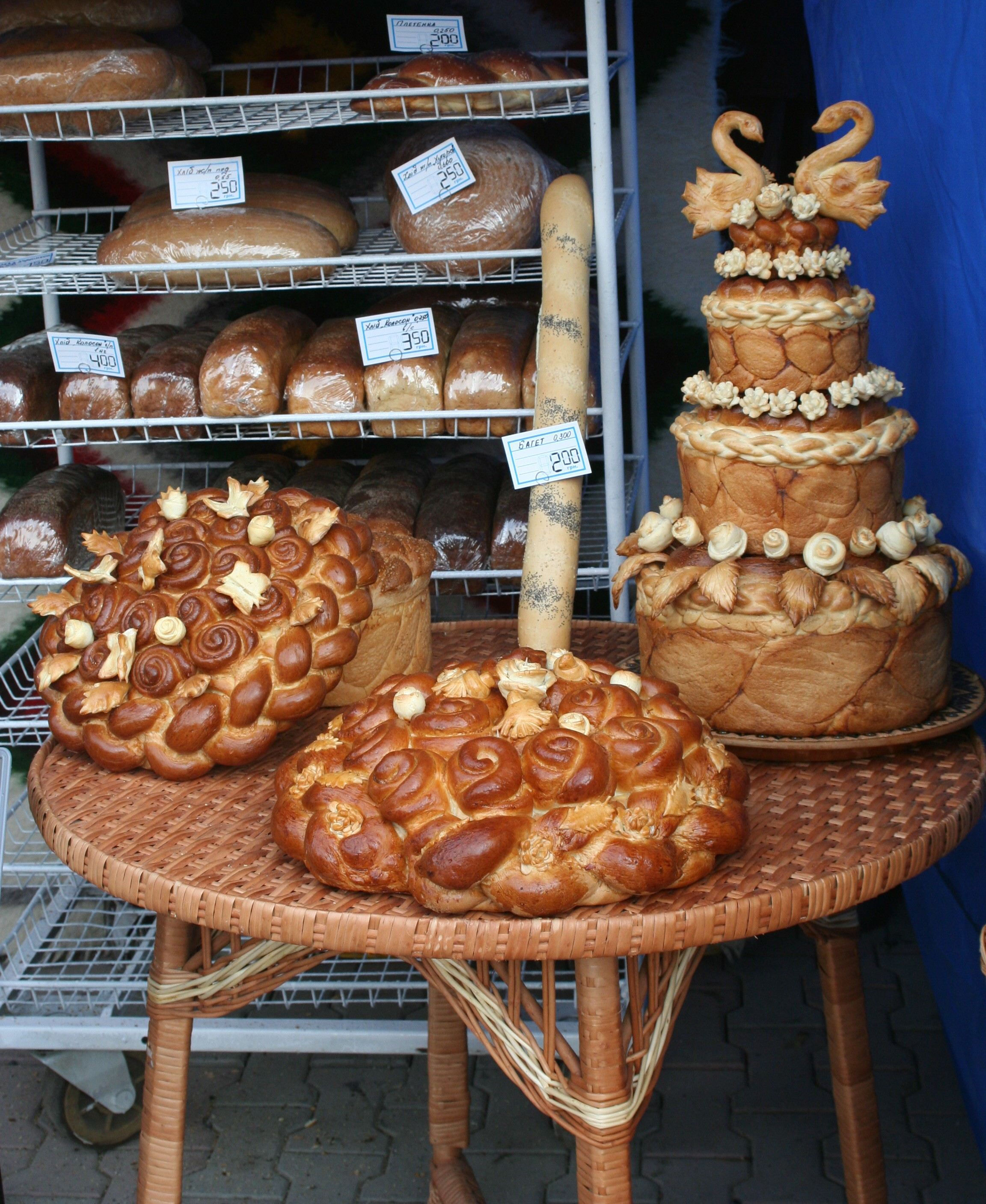
Verschillende broodsoorten in Oekraïne
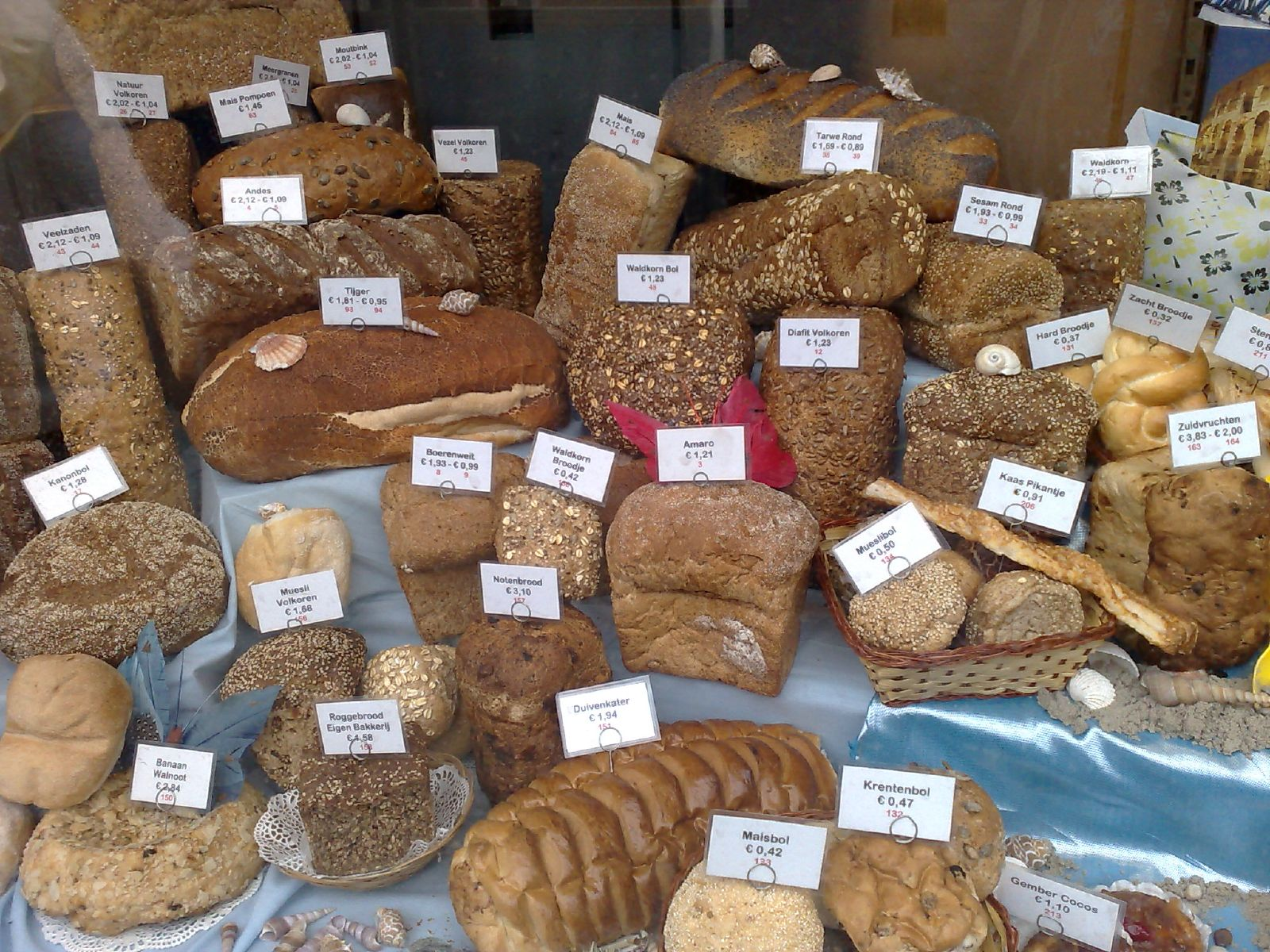
Broodsoorten in Nederland
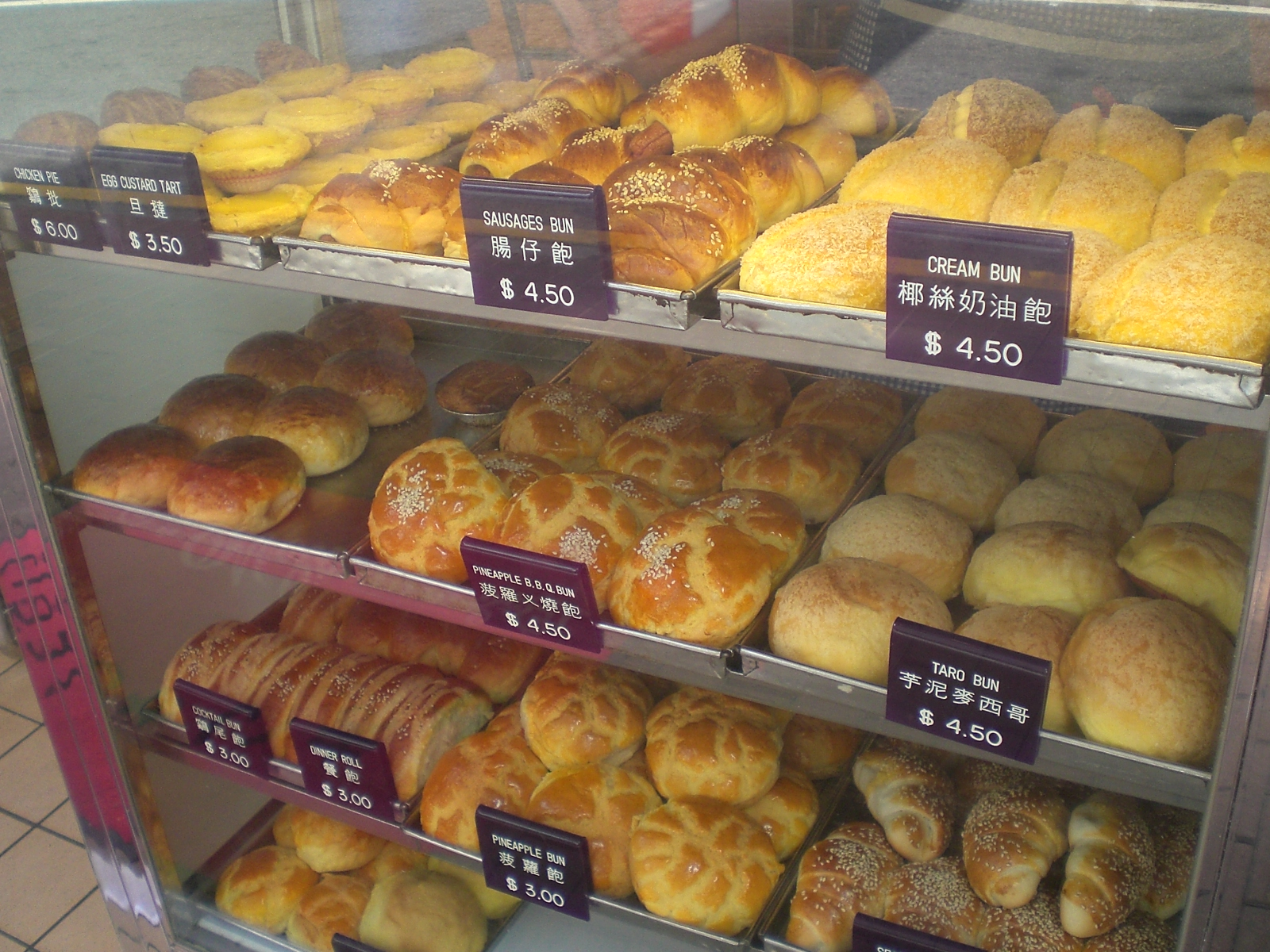
Verschillende soorten brood in Hong Kong

## Zout
Doordat er in Nederland en België in brood jodiumhoudend bakkerszout wordt gebruikt is brood een belangrijke bron van jodium in de voeding. De toevoeging ervan is vastgelegd in een convenant, het is niet wettelijk verplicht. Zonder deze toevoeging is de jodiuminname van de bevolking te laag. Een tekort aan jodium kan leiden tot struma (ook bekend als schildkliervergroting of krop) en hypothyreoïdie (verminderde schildklierwerking). Naast brood wordt bakkerszout ook verwerkt in andere bakkerijproducten en in broodvervangers. Op het etiket is terug te vinden of er bakkerszout is gebruikt. Het is te herkennen aan een van de volgende omschrijvingen:
- bakkerszout
- gejodeerd zout
- gejodeerd keukenzout
- keukenzout verrijkt met jodium
- met jodium verrijkt keukenzout

De toevoeging van jodium aan zout is geen reden om er meer van te gebruiken. Jodiumhoudend zout is geen gezonder zout maar zout met een toegevoegde waarde. Zout in brood is niet alleen nodig voor de smaak maar het is ook een belangrijk ingrediënt voor de structuur en houdbaarheid. Het glutennetwerk wordt door zout beter gevormd, het gashoudend vermogen van het deeg wordt verbeterd en de gistwerking vertraagd. Met zout ontstaat een volumineuzer oftewel luchtiger brood. Een andere zeer belangrijke functie van zout is de verbetering van de verwerkbaarheid van het deeg, het vermindert de kleverigheid.

### Nederland
Het wettelijk toegestane zoutgehalte in brood wordt weergegeven als percentage zout (NaCl) op de droge stof. Dit was altijd 2,5%, het nieuwe maximum is in 2009 verlaagd naar 2,1% en in januari 2013 verder verlaagd naar 1,8% (= 1,5% op meel). Sinds 2011 is daardoor het zoutgehalte in brood door de bakkerijbranche met 21% teruggebracht, dit resultaat is ook opgenomen in de Warenwet.

### België
Sinds 2009 is ook in België in een convenant afgesproken jodiumhoudend bakkerszout wordt gebruikt bij de broodbereiding. Het wettelijke toegestane gehalte aan zout in brood ligt in België wat hoger dan in Nederland, volgens het Belgische Koninklijk besluit mogen brood en bakkerijproducten maximaal 2% zout bevatten (=1,7% op meel).

## Culinair
In Nederland en België wordt meestal ’s morgens bij het ontbijt en bij de middagmaaltijd brood gegeten. (Vooral vroeger kwam het ook voor dat men ’s middags een warme maaltijd nam en ’s avonds een broodmaaltijd.) De grote broden worden daartoe veelal in smalle plakken (sneetjes) gesneden en belegd; men spreekt dan van boterhammen. Vooral bij het ontbijt in het weekend zijn ook speciale broodjes zoals croissants populair.
Brood kan gesneden of ongesneden worden gekocht bij een bakkerij, maar ook op andere plaatsen zoals de supermarkt of markt. Op veel plaatsen worden belegde broodjes verkocht, zoals in kantines, de horeca, bakkerijen en tankstations. Brood kan vers worden gekocht, waarna het direct te consumeren en enkele dagen houdbaar is. Daarnaast is het mogelijk om afbakbrood te halen. Afbakbrood kan maanden worden bewaard in de vriezer en kan worden geconsumeerd nadat het is afgebakken.
Behalve als hoofdgerecht wordt brood gegeten als bijgerecht of bij snacks. In dat geval worden ook wel speciale typen brood gebruikt, zoals pita, naan, Turks brood of Frans stokbrood.